# Alexssander Medeiros
Alexssander Medeiros de Azevedo (São Gonçalo, Brasil; 21 de agosto de 1990) es un futbolista brasileño. Su posición es delantero y su actual club es el Portuguesa-RJ del Serie D de Brasil.

## Estadísticas
Actualizado el 11 de julio de 2021.
| Club                                    | Div.          | Temporada     | Liga  | Liga  | Estatal | Estatal | Copas nacionales(1) | Copas nacionales(1) | Copas internacionales(2) | Copas internacionales(2) | Total | Total |
| Club                                    | Div.          | Temporada     | Part. | Goles | Part.   | Goles   | Part.               | Goles               | Part.                    | Goles                    | Part. | Goles |
| --------------------------------------- | ------------- | ------------- | ----- | ----- | ------- | ------- | ------------------- | ------------------- | ------------------------ | ------------------------ | ----- | ----- |
| Botafogo F. R. · Brasil                 | 1ª            | 2010          | 2     | 0     | 1       | 0       | -                   | -                   | -                        | -                        | 3     | 0     |
| Botafogo F. R. · Brasil                 | 1ª            | 2011          | 13    | 5     | 7       | 1       | 1                   | 0                   | 4                        | 0                        | 25    | 6     |
| Botafogo F. R. · Brasil                 | 1ª            | 2013          | 10    | 0     | -       | -       | 4                   | 0                   | -                        | -                        | 14    | 0     |
| Botafogo F. R. · Brasil                 | Total club    | Total club    | 25    | 5     | 8       | 1       | 5                   | 0                   | 4                        | 0                        | 42    | 6     |
| Joinville E. C. · Brasil                | 2ª            | 2012          | 10    | 4     | 11      | 4       | -                   | -                   | -                        | -                        | 21    | 8     |
| Joinville E. C. · Brasil                | 2ª            | 2014          | 0     | 0     | 9       | 1       | 1                   | 0                   | -                        | -                        | 10    | 1     |
| Joinville E. C. · Brasil                | Total club    | Total club    | 10    | 4     | 20      | 5       | 1                   | 0                   | 0                        | 0                        | 31    | 9     |
| Fujairah F. C. · Emiratos Árabes Unidos | 1ª            | 2012-13       | 23    | 10    | -       | -       | 5                   | 1                   | -                        | -                        | 28    | 11    |
| Fujairah F. C. · Emiratos Árabes Unidos | Total club    | Total club    | 23    | 10    | -       | -       | 5                   | 1                   | -                        | -                        | 28    | 11    |
| Army United F. C. Tailandia             | 1ª            | 2015          | 10    | 3     | -       | -       | -                   | -                   | -                        | -                        | 10    | 3     |
| Army United F. C. Tailandia             | Total club    | Total club    | 10    | 3     | -       | -       | -                   | -                   | -                        | -                        | 10    | 3     |
| Hammarby · Suecia                       | 1ª            | 2016          | 28    | 5     | -       | -       | 4                   | 3                   | -                        | -                        | 32    | 8     |
| Hammarby · Suecia                       | Total club    | Total club    | 28    | 5     | -       | -       | 4                   | 3                   | -                        | -                        | 32    | 8     |
| Celaya F. C. · México                   | 2ª            | 2017          | 9     | 1     | -       | -       | 2                   | 0                   | -                        | -                        | 11    | 1     |
| Celaya F. C. · México                   | Total club    | Total club    | 9     | 1     | -       | -       | 2                   | 0                   | -                        | -                        | 11    | 1     |
| Silkeborg IF Dinamarca                  | 1ª            | 2017-18       | 1     | 0     | -       | -       | -                   | -                   | -                        | -                        | 1     | 0     |
| Silkeborg IF Dinamarca                  | 2ª            | 2018-19       | 2     | 0     | -       | -       | -                   | -                   | -                        | -                        | 2     | 0     |
| Silkeborg IF Dinamarca                  | Total club    | Total club    | 3     | 0     | -       | -       | -                   | -                   | -                        | -                        | 3     | 0     |
| A. A. Portuguesa · Brasil               | 4ª            | 2019          | 6     | 2     | -       | -       | -                   | -                   | -                        | -                        | 6     | 2     |
| A. A. Portuguesa · Brasil               | Total club    | Total club    | 6     | 2     | -       | -       | -                   | -                   | -                        | -                        | 6     | 2     |
| Total carrera                           | Total carrera | Total carrera | 114   | 30    | 28      | 6       | 17                  | 4                   | 4                        | 0                        | 163   | 40    |